# Herbert Wilcox
Pour les articles homonymes, voir Wilcox.
Herbert Wilcox est un producteur de cinéma, réalisateur, scénariste, et acteur britannique né le 19 avril 1892 à Cork (Irlande), mort le 15 mai 1977 à Londres (Royaume-Uni). Producteur de plus d'une centaine de films, dont plus de la moitié il a lui-même réalisé, il a exercé son activité principalement entre le Royaume-Uni et les États-Unis, depuis les années du cinéma muet.

## Biographie
Herbert Sydney Wilcox, bien qu'il naquit à Cork, en Irlande, le 19 avril 1892, fut éduqué à Brighton. Durant la Première Guerre mondiale, il servit dans l'armée de l'air au sein du Royal Flying Corps.
Il fit ses premiers pas dans l'industrie cinématographique en 1919 et, avec Jack Graham Cutts, il fut le cofondateur d'une compagnie dès 1920.
Il fut à l'origine de la British National Company, qui sera plus tard absorbée par British International Pictures. Il démarra également un « Hollywood britannique » dans les studios d'Elstree.
Bien que Chantage (Blackmail, 1929) d'Alfred Hitchcock soit généralement considéré comme le premier film sonore, Black Waters de Wilcox, fut projeté à l'occasion d'une foire commerciale plusieurs semaines auparavant.
Il produisit plus d'une centaine de films, et en dirigea à peu près la moitié. En 1937, il fut lauréat de la Nations Cup pour la meilleure première pour son film La Reine Victoria (Victoria the Great), qui reçut par ailleurs une nomination pour la Coupe Mussolini.
Il épousa Maude Bower, avec qui il eut quatre enfants, puis l'actrice britannique Anna Neagle, le 9 août 1943. Il ne fut jamais capable de réitérer son succès d'avant guerre et son entreprise fit faillite en 1964. Avant sa mort, qui survint à Londres le 15 mai 1977, des suites d'une longue maladie, il légua quatre récompenses reçues du National Film, à l'hospice de Glebelands à Wokingham.

## Filmographie

### Comme scénariste
- 1922 : Flames of Passion (en) de Graham Cutts
- 1923 : Paddy the Next Best Thing (en) de Graham Cutts
- 1923 : Chu Chin Chow - également réalisateur
- 1924 : Southern Love - également réalisateur
- 1924 : Decameron Nights (en) - également réalisateur
- 1926 : Nell Gwynne - également réalisateur
- 1928 : Dawn - également réalisateur
- 1929 : The Woman in White - également réalisateur
- 1930 : The Loves of Robert Burns - également réalisateur
- 1930 : Tons of Money de Tom Walls
- 1933 : Clair-obscur ou Une chanson du passé ou Douce amère (Bitter Sweet) - également réalisateur

### Comme réalisateur
- 1923 : Chu Chin Chow
- 1924 : Southern Love
- 1924 : Decameron Nights (en)
- 1925 : The Only Way
- 1926 : Nell Gwynne
- 1926 : London
- 1927 : Mumsie
- 1927 : Tiptoes
- 1927 : Madame Pompadour (en)
- 1928 : Dawn
- 1929 : The Bondman
- 1929 : The Woman in White
- 1930 : The Loves of Robert Burns
- 1931 : The Chance of a Night Time
- 1931 : Carnaval ou Nuit de Venise (Carnival)
- 1932 : Le Danube bleu (The Blue Danube)
- 1932 : Bonsoir, Vienne ou Bonne Nuit, Vienne ou Idylle viennoise (Good Night, Vienna)
- 1932 : Money Means Nothing
- 1933 : Yes, Mr. Brown
- 1933 : L'Ange du cabaret (The Little Damozel)
- 1933 : La Coupe du roi (The King's Cup)
- 1933 : Clair-obscur (Bitter Sweet)
- 1934 : La Favorite du roi (Nell Gwyn)
- 1934 : La Reine et le Dictateur ou La Reine (The Queen's Affair)
- 1935 : Peg of Old Drury
- 1936 : The Three Maxims
- 1936 : La Tournée des grands ducs (This'll Make You Whistle)
- 1937 : Chanteur de rue ou Sous les feux de la rampe (Limelight)
- 1937 : Sa plus belle chance (London Melody)
- 1937 : La Reine Victoria (Victoria the Great)
- 1938 : Soixante Années de gloire (Sixty Glorious Years)
- 1939 : Edith Cavell (Nurse Edith Cavell)
- 1940 : Irène (Irene)
- 1940 : No, No, Nanette
- 1941 : Mardi gras (Sunny)
- 1942 : They Flew Alone
- 1943 : Et la vie recommence (Forever and a Day) - film collectif
- 1943 : Yellow Canary
- 1945 : I Live in Grosvenor Square ou Un pont sur l'Atlantique
- 1946 : Piccadilly Incident
- 1947 : Mésalliance (The Courtneys of Curzon Street)
- 1948 : La dame prend le valet (Spring in Park Lane)
- 1948 : Elizabeth of Ladymead
- 1949 : Le printemps chante (Maytime in Mayfair)
- 1950 : Odette, agent S 23 (Odette)
- 1950 : Into the Blue
- 1951 : La Dame à la lanterne (The Lady with the Lamp)
- 1952 : Derby Day
- 1952 : L'Affaire Manderson (Trent's Last Case)
- 1953 : Tropique du désir (Laughing Anne)
- 1954 : Révolte dans la vallée (film)Révolte dans la vallée (Trouble in the Glen)
- 1954 : Voyage en Birmanie (Lilacs in the Spring)
- 1955 : Rhapsodie royale (King's Rhapsody)
- 1956 : Fréquentations dangereuses ou Ma fille de dix-sept ans (My Teenage Daughter)
- 1957 : Les Années dangereuses (These Dangerous Years)
- 1958 : Le Secret (The Man Who Wouldn't Talk)
- 1958 : Le Chanteur des rues de Londres ou Le Chanteur de Londres ou Le Pêcheur de Gibraltar (Wonderful Things!)
- 1958 : Madame n'aime pas la musique (The Lady Is a Square)
- 1959 : The Heart of a Man

### Comme producteur
- 1922 : The Wonderful Story de Graham Cutts
- 1922 : Flames of Passion (en) de Graham Cutts - également scénariste
- 1923 : Paddy the Next Best Thing (en) de Graham Cutts - également scénariste
- 1923 : Chu Chin Chow - également réalisateur
- 1924 : Southern Love - également réalisateur
- 1924 : Decameron Nights (en) - également réalisateur
- 1925 : The Only Way - également réalisateur
- 1926 : Nell Gwynne - également réalisateur
- 1928 : Dawn - également réalisateur
- 1929 : When Knights Were Bold de Tim Whelan
- 1929 : A Peep Behind the Scenes de Jack Raymond
- 1929 : Eaux troubles (Black Waters) de Marshall Neilan
- 1929 : The Bondman - également réalisateur
- 1929 : The Woman in White - également réalisateur
- 1929 : Splinters de Jack Raymond
- 1930 : Wolves (en) d’Albert de Courville
- 1930 : Peace of Mind, court-métrage de Walter Glynne, Sidney Coltham et George Baker
- 1930 : The Loves of Robert Burns - également réalisateur
- 1930 : Rookery Nook de Tom Walls
- 1930 : On Approval de Tom Walls
- 1930 : Tons of Money de Tom Walls
- 1931 : Plunder de Tom Walls
- 1931 : Up for the Cup de Jack Raymond
- 1931 : A Night Like This de Tom Walls
- 1931 : La Bande tachetée (The Speckled Band) de Jack Raymond
- 1931 : The Chance of a Night Time de Ralph Lynn et H. Wilcox
- 1931 : Almost a Divorce de Jack Raymond et Arthur Varney
- 1931 : Carnaval - également réalisateur
- 1931 : Mischief de Jack Raymond
- 1932 : Thark de Tom Walls
- 1932 : Mélodie oubliée (Say It with Music) de Jack Raymond
- 1932 : The Mayor's Nest de Maclean Rogers
- 1932 : The Love Contract d'Herbert Selpin
- 1932 : Life Goes On de Jack Raymond
- 1932 : Leap Year de Tom Walls
- 1932 : Le Danube bleu (The Blue Danube) - également réalisateur
- 1932 : The Barton Mystery d'Henry Edwards
- 1932 : Bonsoir Vienne - également réalisateur
- 1932 : Money Means Nothing d'Harcourt Templeman et H. Wilcox
- 1932 : The Flag Lieutenant d'Henry Edwards
- 1933 : Yes, Mr. Brown de Jack Buchanan et H. Wilcox
- 1933 : Up to the Neck de Jack Raymond
- 1933 : Up for the Derby de Maclean Rogers
- 1933 : Trouble de Maclean Rogers
- 1933 : Sois gentille, chérie (That's a Good Girl) de  Jack Buchanan
- 1933 : Summer Lightning de Maclean Rogers
- 1933 : T'as pas vu ma jarretière ? (Night of the Garter) de Jack Raymond
- 1933 : Mixed Doubles de Sidney Morgan
- 1933 : L'Ange du cabaret (The Little Damozel) - également réalisateur
- 1933 : La Coupe du roi (The King's Cup) - également réalisateur
- 1933 : Just My Luck de Jack Raymond
- 1933 : Herbert, roi malgré lui (It's a King) de Jack Raymond
- 1933 : General John Regan d'Henry Edwards
- 1933 : Discord d'Henry Edwards
- 1933 : One Precious Year d'Henry Edwards
- 1933 : Clair-obscur (Bitter Sweet) - également réalisateur
- 1933 : Lord of the Manor d'Henry Edwards
- 1933 : Purse Strings d'Henry Edwards
- 1933 : The Blarney Stone de Tom Walls
- 1933 : Sorrell et son fils (Sorrell and Son) de Jack Raymond
- 1934 : La Favorite du roi (Nell Gwyn) - également réalisateur
- 1934 : The King of Paris de Jack Raymond
- 1934 : Girls Please! de Jack Raymond
- 1934 : La Reine et le Dictateur (The Queen's Affair) - également réalisateur
- 1934 : Faces de Sidney Morgan
- 1934 : Lucky Loser de Reginald Denham
- 1934 : It's a Cop de Maclean Rogers
- 1935 : Lilies of the Field de Norman Walker
- 1935 : The Hope of His Side de Jack Raymond
- 1935 : Come Out of the Pantry de Jack Raymond
- 1935 : Les Millions de Brewster (Brewster's Millions) de Thornton Freeland
- 1935 : Tu m'appartiens (Escape Me Never) de Paul Czinner
- 1935 : Peg of Old Drury - également réalisateur
- 1936 : The Three Maxims - également réalisateur
- 1936 : La Tournée des grands ducs (This'll Make You Whistle) - également réalisateur
- 1936 : The Frog de Jack Raymond
- 1936 : Fame de Leslie S. Hiscott
- 1937 : Chanteur de rue ou Sous les feux de la rampe (Limelight) - également réalisateur
- 1937 : L'Ennemie adorée (Sunset in Vienna) de Norman Walker
- 1937 : Splinters in the Air d'Alfred J. Goulding
- 1937 : Choc en mer (Our Fighting Navy) de Norman Walker
- 1937 : Millions de  Leslie S. Hiscott
- 1937 : Sa plus belle chance (London Melody) - également réalisateur
- 1937 : Vive la jeunesse (The Gang Show) d'Alfred J. Goulding
- 1937 : La Reine Victoria (Victoria the Great) - également réalisateur
- 1937 : Vie d'apaches (The Rat) de Jack Raymond
- 1938 : Un divorce royal (A Royal Divorce) de Jack Raymond
- 1938 : Return of the Frog de Maurice Elvey
- 1938 : No Parking de Jack Raymond
- 1938 : Blondes for Danger de Jack Raymond
- 1938 : Soixante Années de gloire (Sixty Glorious Years) - également réalisateur
- 1939 : Edith Cavell (Nurse Edith Cavell) - également réalisateur
- 1940 : Irène (Irene) - également réalisateur
- 1940 : No, No, Nanette - également réalisateur
- 1941 : Mardi gras (Sunny) - également réalisateur
- 1942 : They Flew Alone
- 1943 : Et la vie recommence (Forever and a Day) - également co-réalisateur
- 1943 : Yellow Canary - également réalisateur
- 1945 : Un Yank à Londres (I Live in Grosvenor Square) - également réalisateur
- 1946 : Piccadilly Incident - également réalisateur
- 1947 : Mésalliance (The Courtneys of Curzon Street) - également réalisateur
- 1948 : La dame prend le valet (Spring in Park Lane) - également réalisateur
- 1948 : Elizabeth of Ladymead - également réalisateur
- 1949 : Le printemps chante (Maytime in Mayfair) - également réalisateur
- 1950 : Odette, agent S 23 (Odette) - également réalisateur
- 1950 : Into the Blue - également réalisateur
- 1950 : Maria Chapdelaine de Marc Allégret
- 1951 : La Dame à la lanterne (The Lady with the Lamp) - également réalisateur
- 1952 : L'Affaire Manderson (Trent's Last Case) - également réalisateur
- 1953 : L'Opéra des gueux (The Beggar's Opera) de Peter Brook
- 1953 : Tropique du désir (Laughing Anne) - également réalisateur
- 1954 : Révolte dans la vallée (Trouble in the Glen) - également réalisateur
- 1954 : Voyage en Birmanie (Lilacs in the Spring) - également réalisateur
- 1955 : Rhapsodie royale (King's Rhapsody) - également réalisateur
- 1956 : Fréquentations dangereuses (My Teenage Daughter) - également réalisateur
- 1957 : Commando sur le Yang-Tsé (Yangtse Incident: The Story of H.M.S. Amethyst) de Michael Anderson
- 1957 : Les Années dangereuses (These Dangerous Years) - également réalisateur
- 1958 : Le Secret (The Man Who Wouldn't Talk) - également réalisateur
- 1958 : Le Chanteur des rues de Londres (Wonderful Things!) - également réalisateur
- 1958 : Madame n'aime pas la musique (The Lady Is a Square) - également réalisateur
- 1959 : The Navy Lark de Gordon Parry
- 1977 : To See Such Fun de Jon Scoffield - film constitué d'extraits de comédies britanniques

### Comme acteur
- 1944 : The Volunteer de Michael Powell et Emeric Pressburger : lui-même